# Phloeospora pseudoplatani
Phloeospora pseudoplatani är en svampart som beskrevs av Bubák 1903. Phloeospora pseudoplatani ingår i släktet Phloeospora och familjen Mycosphaerellaceae.   Inga underarter finns listade i Catalogue of Life.